# Il tesoro di Capitan Kidd
Il tesoro di Capitan Kidd (Captain Kidd and the Slave Girl) è un film statunitense del 1954 diretto da Lew Landers.

## Trama

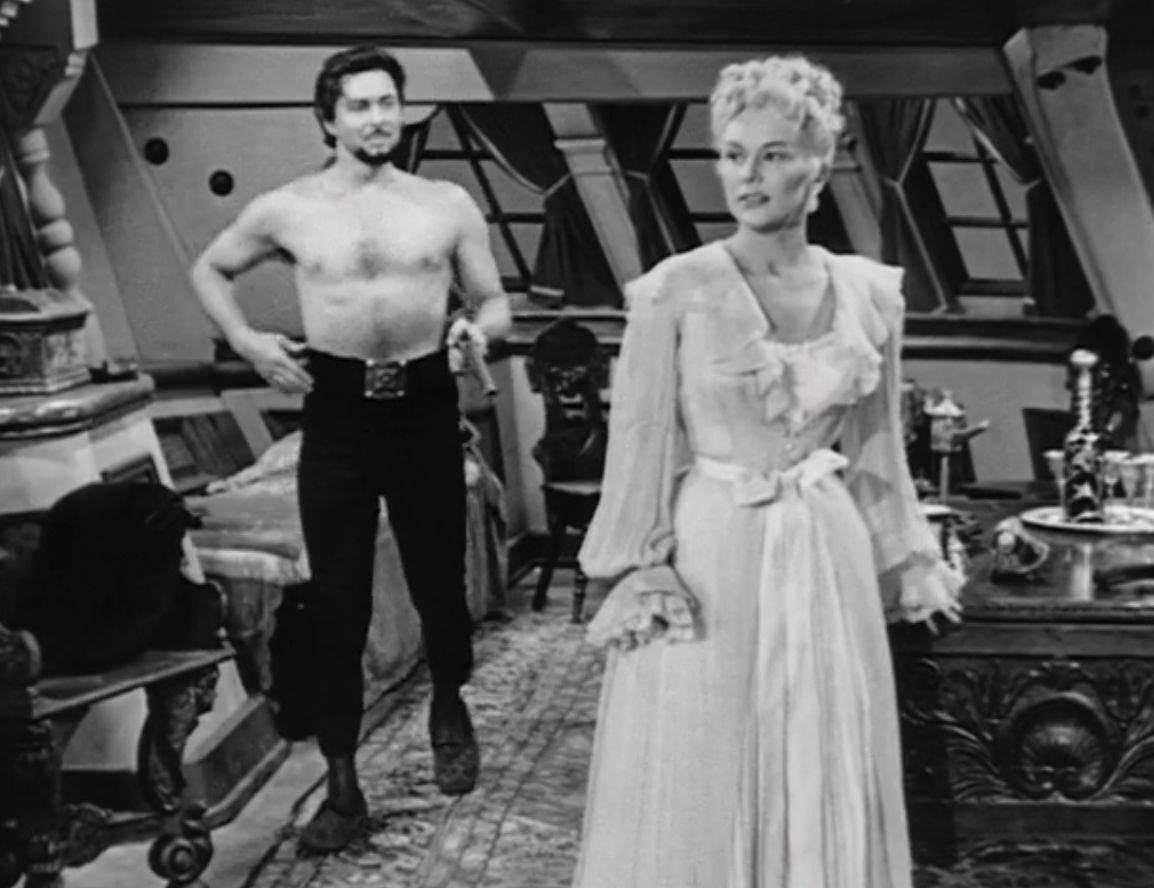
Anthony Dexter ed Eva Gabor in una scena del film

Imprigionato a Londra in attesa di essere giustiziato per essersi impadronito di un tesoro che apparteneva alla famiglia regnante, Capitan Kidd è costretto da un gruppo di nobili a rivelare il nascondiglio dei preziosi. Al suo rifiuto, per non farlo giustiziare, i nobili decidono di liberarlo per seguire le sue mosse, convinti che si diriga presso il luogo dove è nascosto il tesoro.
Lui salpa insieme a un gruppo di pirati (in realtà al soldo dei nobili) mentre questi ultimi lo seguono su un altro vascello. Judith, una ragazza, si deve fingere innamorata di Capitan Kidd per carpirne i segreti, ma lei, pentita dell'incarico che le era stato affidato, aiuta il capitano a sconfiggere i pirati e i nobili, ma il tesoro che doveva essere restituito al re d'Inghilterra affonda con i vascelli. Kidd e Judith alla fine convoleranno a nozze.

## Distribuzione
Il film ebbe la sua prima proiezione negli Stati Uniti il 20 maggio 1954. In Italia uscì con sei anni di ritardo: ottenne infatti il visto di censura n. 31.222 del 18 marzo del 1960 per una lunghezza di 2.310 metri.
Il film è stato pubblicato in DVD nel 2011 dalla MGM UA Home Entertainment, in un'edizione per il mercato statunitense.